# .rw
.rw е интернет домейн от първо ниво за Руанда. Представен е през 1996. Администрира се от NIC Congo.

## Второ ниво домейни
- gov
- net
- edu
- ac
- com
- co
- int
- mil
- gouv